# Citokróm c-reduktáz

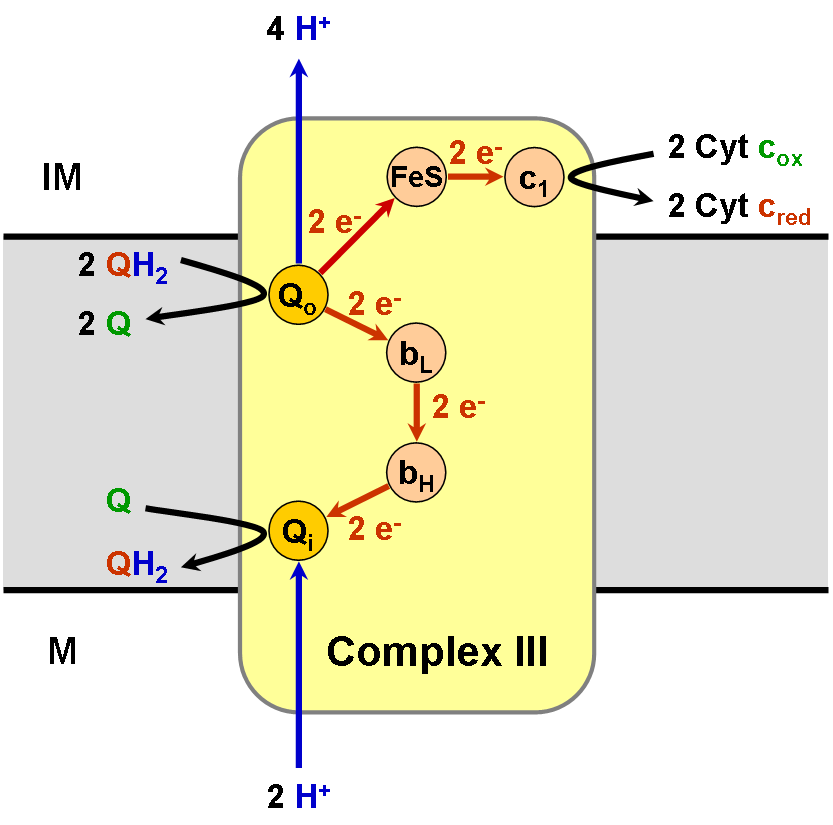
A III. komplex reakcióinak rajza

A koenzim Q:citokróm c-oxidoreduktáz, más néven citokróm bc1 komplex vagy III. komplex az elektrontranszportlánc 3. komplexe (EC 1.10.2.2), mely fontos az ATP-szintézisben (oxidatív foszforiláció). Több alegységből álló fehérje, melyet a mitokondriális (citokróm b) és a sejtmagi genomok (más alegységek) is kódolnak. A III. komplex az aerob eukarióták mitokondriumaiban és a legtöbb eubaktérium belső membránjában jelen van. A III. komplex mutációi edzésintolerancia és sokszervi betegségek okozói. A bc1 komplex 11 alegységből áll, ebből 2 légzési (citokróm b, c1, Rieske-fehérje), 2 magfehérje és 6 alacsony molekulatömegű fehérje. Az ubikinol–citokróm c-reduktáz az alábbi reakciót katalizálja:
QH2 + 2 Cyt c3+ {\displaystyle \rightleftharpoons } Q + 2 Cyt c2+ + 2 H+
Így az enzim két szubsztrátja a kinol (QH2) és az oxidált (Fe3+) citokróm c, a termékek a kinon (Q), a redukált (Fe2+) citokróm c és két proton (H+).
Az enzim difenolokat és hasonló vegyületeket donorként, az oxidált citokróm c-t akceptorként használó oxidoreduktáz. 4 kofaktora van: a citokróm c1, a citokróm b-562, a citokróm b-566 és a két vasat tartalmazó Rieske-típusú ferredoxin.

## Nevezéktan
Az enzimosztály szabályos neve ubikinol:ferricitokróm c-oxidoreduktáz. További gyakran használt nevek:
- koenzim Q-citokróm c reduktáz,
- dihidrokoenzim Q–citokróm c reduktáz,
- reduckált ubikinon–citokróm c-reduktáz,
- III. komplex (mitokondriális elektrontranszport),
- ubikinon–citokróm c-reduktáz.

## Szerkezet

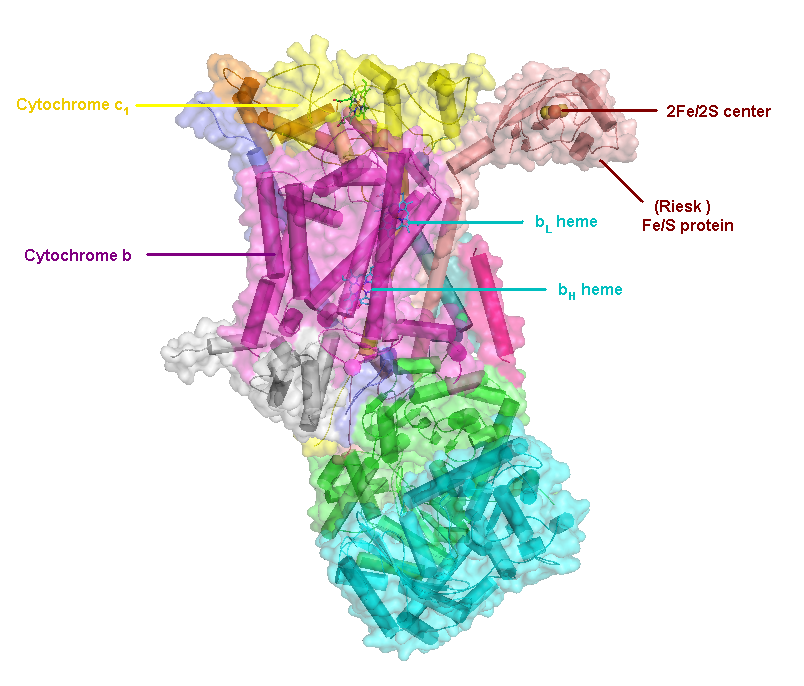
A III. komplex szerkezete

Más nagy protonpumpákhoz képest az alegységszám kicsi, akár 3 polipeptidlánc is lehet. E szám fejlettebb állatokban akár 11 is lehet. 3 alegységen van prosztetikus csoport. A citokróm b-n két hem b (bL és bH), a citokróm c-n egy hem c (c1) van, a Rieske vas-kén fehérjealegységen (ISP) két vasat és két ként tartalmazó vas-kén csoport található (2Fe•2S).
A III. komplex szerkezetei: PDB: 1KYO, PDB: 1L0L

## Összetétel
Gerincesekben a bc1 komplex 11 alegységből áll: 3 légzési, 2 központi és 6 alacsony molekulatömegű részből. A proteobakteriális komplexek azonban akár 3 részesek is lehetnek.

### A III. komplex összetételének táblázata
| Szám                           | Név               | Humán protein | Fehérje leírása a UniProton                                       | Humán fehérje Pfam-családja |
| ------------------------------ | ----------------- | ------------- | ----------------------------------------------------------------- | --------------------------- |
| Légzési alegységek             |                   |               |                                                                   |                             |
| 1                              | MT-CYB / Cyt b    | CYB_HUMAN     | Citokróm b                                                        | Pfam PF13631                |
| 2                              | CYC1 / Cyt c1     | CY1_HUMAN     | Citokróm c1, mitokondriális hemoprotein                           | Pfam PF02167                |
| 3                              | Rieske / UCR1     | UCRI_HUMAN    | Citokróm b-c1 komplex mitokondriális Rieske-alegysége EC 1.10.2.2 | Pfam PF02921 , Pfam PF00355 |
| Központi részek                |                   |               |                                                                   |                             |
| 4                              | QCR1 / SU1        | QCR1_HUMAN    | Citokróm b-c1 komplex mitokondriális 1. alegysége                 | Pfam PF00675, Pfam PF05193  |
| 5                              | QCR2 / SU2        | QCR2_HUMAN    | Citokróm b-c1 komplex mitokondriális 2. alegysége                 | Pfam PF00675, Pfam PF05193  |
| Alacsony molekulatömegű részek |                   |               |                                                                   |                             |
| 6                              | QCR6 / SU6        | QCR6_HUMAN    | Citokróm b-c1 komplex 6. mitokondriális alegysége                 | Pfam PF02320                |
| 7                              | QCR7 / SU7        | QCR7_HUMAN    | Citokróm b-c1 komplex 7. alegysége                                | Pfam PF02271                |
| 8                              | QCR8 / SU8        | QCR8_HUMAN    | Citokróm b-c1 komplex 8. alegysége                                | Pfam PF02939                |
| 9                              | QCR9 / SU9 / UCRC | QCR9_HUMANa   | Cytochrome b-c1 complex subunit 9                                 | Pfam PF09165                |
| 10                             | QCR10 / SU10      | QCR10_HUMAN   | Cytochrome b-c1 complex subunit 10                                | Pfam PF05365                |
| 11                             | QCR11 / SU11      | QCR11_HUMAN   | Cytochrome b-c1 complex subunit 11                                | Pfam PF08997                |

- a Gerincesekben egy 8 kDa-os termék a Rieske-fehérjének N-terminusán 9. alegységként megmarad. A 10. és 11. alegységek a gomba QCR9p és 10p egységeknek felelnek meg.

## Reaction
A koenzim Q oxidációjával és 4 proton mitokondriumból membránközi térbe való kerülésével járó citokróm c-redukciót katalizálja:
QH2 + 2 Cyt c (Fe3+) + 2 H+in → Q + 2 Cyt c (Fe2+) + 4 H+out
A Q-ciklus során 2 proton fogy a mátrixból (M), 4 proton kerül a membránközi térbe (IM) és 2 elektront kap a citokróm c.

## Reakciómechanizmus

A Q-ciklus

A III. komplex reakciómechanizmusa az ubikinon- (Q-) ciklus. Ebben 4 proton kerül a pozitív (P) oldalra (membránközi tér), és 2-t vesz fel a negatív (N) oldal (mátrix), a membránra merőleges protongradienst létrehozva. A reakcióban 2 ubikinol alakul ubikinonná, és 1 ubikinon ubikinollá. A teljes reakcióban 2 elektron kerül át az ubikinolról az ubikinonra két citokróm c-intermedierrel.
Összesített reakció:
- 2 QH2 oxidálódik Q-ra
- 1 Q redukálódik QH2-re
- 2 Cyt c redukálódik
- 4 proton kerül az intermembrán térbe
- 2 protont vesz a mátrix fel

A reakció az alábbi lépésekben történik:
1. rész:
1. A citokróm b egy ubikinolt és egy ubikinont köt.
2. A 2Fe/2S központ és a hem BL egy-egy elektront vesznek le az ubikinolról, 2 protont adva az intermembrán térbe.
3. 1 elektron kerül át a citokróm c1-re a 2Fe/2S központról, egy másik a hem BL-ről a hem BH-ra.
4. A citokróm c1 elektronját a citokróm c-re, a hem BH egy közeli ubikinonra viszi át, ubiszemikinon keletkezését okozva.
5. A citokróm c diffundál. Az első, ubikinonná vált ubikinol felszabadul, a szemikinon kötve marad.

2. rész:
1. A citokróm b újabb ubikinolt köt.
2. A 2Fe/2S központ és a hem BL egy-egy elektront választanak le az ubikinolról, 2 protont az intermembrán térbe adva.
3. 1 elektron kerül át a citokróm c1-re a 2Fe/2S központról, egy másik a hem BL-ről a hem BH-ra.
4. A citokróm c1 elektronját a citokróm c-re viszi át, az 1. részben keletkezett szemikinon a hem BH-ról felveszi a második elektront a mátrix két protonjával együtt.
5. A második ubikinol (ubikinonként), valamint az új ubikinol kijönnek.[8]

## III. komplex-gátlók
3 különböző III. komplex-inhibitor-csoport van:
- az antimicin A a Qi helyre köt, gátolva az elektrontranszfert a hem bH-ról az oxidált Q-ra (Qi helyi inhibitor)
- a mixotiazol és a stigmatellin a Qo helyre köt, gátolva a redukált QH2-ről a Rieske vas-kén fehérjére való transzfert. A mixotiazol különböző, de átfedő helyeken kötnek a Qo helyen: a mixotiazol a citokróm bL-hez közelebb köt („proximális” inhibitor), a stigmatellin távolabb köt a hem bL-től és közelebb a Rieske vas-kén fehérjéhez, mellyel erősen kölcsönhat.

Ezek közül néhányat fungicidként (strobilurinszármazékok, például az azoxistrobin; QoI-gátlók) és antimaláriás szerként (atovakon) forgalomba hoztak.
A propilhexedrin is gátolja a citokróm c-reduktázt.

## Oxigén szabad gyökök
Néhány elektron az elektrontranszportláncot a IV. komplex elérése előtt elhagyja. Az elektronok idő előtti kilépése az oxigénre szuperoxid képződését okozza. E reakció azért fontos, mert a szuperoxid és más reaktív oxigénrészecskék erősen mérgezőek, és feltehetően számos betegségben szerepet játszhatnak (vö. szabadgyök-elmélet az öregedésről). Az elektronszivárgás gyakran a Qo helyen történik, ezt az antimicin A stimulálja. Az antimicin A a b hemet redukált állapotban hagyja Qi helyen történő újraoxidációjuk megakadályozásával, ami növeli a Qo szemikinon egyensúlyi koncentrációját, mely az oxigénnel szuperoxidot alkotva reagál. A magas membránpotenciál feltehetően hasonló hatással jár. A Qo helyen keletkező szuperoxid a mitokondriális mátrixba és az intermembrán térbe is kerülhet, ahonnan elérheti a citoszolt. Ezt magyarázhatja, hogy a III. komplex a szuperoxidot membránpermeábilis HOO•-ként állítja elő, nem O-•2-ként.

## Humán gének
- MT-CYB: mtDNS által kódolt citokróm b, mutációi összefüggenek az edzésintoleranciával
- CYC1: citokróm c1
- CYCS: citokróm c
- UQCRFS1: Rieske vas-kén fehérje
- UQCRB: ubikinonkötő fehérje, mutációi a magi 3. típusú mitokondriális III. komplex-hiánnyal függnek össze
- UQCRH: kapcsolófehérje
- UQCRC2: 2. magrész, mutációi a magi 5. típusú mitokondriális III. komplex-hiánnyal függnek össze
- UQCRC1: 1. magrész
- UQCR: 6,4 kDa-os alegység
- UQCR10: 7,2 kDa-os alegység
- TTC19: újonnan azonosított alegység, mutációi a magi 2. típusú mitokondriális III. komplex-hiánnyal függnek össze

## A III. komplex génjeinek betegségokozó mutációi
A III. komplexhez kapcsolódó gének mutációinál általában edzésintolerancia jelentkezik. Más mutációk szeptooptikus diszpláziát és sokszervi rendellenességeket okoznak. A III. komplex megfelelő éréséért felelő BCSIL gén mutációi Björnstad- és GRACILE-szindrómához vezetnek, melyek újszülöttekben halálos rendellenességek sokszervi és neurológiai tünetekkel, melyek a súlyos mitokondriális rendellenességekre jellemzők. A mutációk patogenicitását modellrendszerekben, például élesztőben igazolták.
A betegségek bioenergetikai hiányosságokra és szuperoxid-túltermelésre való visszavezethetőségének mértéke jelenleg (2023) ismeretlen.

## Fordítás
Ez a szócikk részben vagy egészben  a   Coenzyme Q – cytochrome c reductase című angol Wikipédia-szócikk ezen változatának fordításán alapul.  Az eredeti cikk szerkesztőit annak laptörténete sorolja fel. Ez a jelzés csupán a megfogalmazás eredetét és a szerzői jogokat jelzi, nem szolgál a cikkben szereplő információk forrásmegjelöléseként.